# Chivres-et-Mâchecourt
Chivres-et-Mâchecourt est une ancienne commune française, située dans le département de l'Aisne en région Hauts-de-France. Elle a existé de la fin du XVIIIe siècle à 1879.

## Toponymie
Chivres est attesté sous les formes Capra (877) ; Chivre (1171) ; Chivres-lez-Liesse (1462) ; Chivres-lez-Pierrepont (1406) ; Chyvre (1623).

« Capra (en 877) aurait dû aboutir en picard à Quièvre (chèvre), par la suite, adoption d'une forme francienne Chièvre réduite à Chivres.
Mâchecourt est attesté sous les formes Maxicurtis (1125) ; Massecourt (1161) ; Massicourt (1252) ; Mainsicourt (1261) ; Maissicourt (1265) ; Maissecourt (1381) ; Maessecourt (1474) ; Machecourt-lez-Pierpont (1487) ; Maisecourt (1519) ; Maichecourt (1559) ; Maschecourt (1664).

## Histoire
La commune a été créée entre 1790 et 1794 par la fusion des communes de Chivres (aujourd'hui, Chivres-en-Laonnois) et de Mâchecourt. En 1879, elle est supprimée par un décret du 4 juillet 1879 et les deux communes constituantes ont été rétablies à son application le 1er août 1879. Son territoire est aujourd'hui partagé en deux parties:
- Chivres, renommée en 1922 en Chivres-en-Laonnois par un décret paru le 31 octobre 1922 .
- Mâchecourt

## Administration
Jusqu'à sa suppression en 1879, la commune faisait partie du canton de Sissonne dans le département de l'Aisne. Elle appartenait aussi à l'arrondissement de Laon depuis 1801 et au district de Laon entre 1790 et 1795. La liste des maire de Chivres-et-Machêcourt est :
| Période                                  | Période | Identité              | Étiquette | Qualité                                                                      |
| ---------------------------------------- | ------- | --------------------- | --------- | ---------------------------------------------------------------------------- |
| ?                                        | 1867    | François Pierrot      |           | intérim                                                                      |
| 1867                                     | 1870    | Ferdinand-Félix Fossé |           | intérim et condamné à mort par les Allemands et fusillé le 10 septembre 1870 |
| 1870                                     | 1871    | Louis Larzillière     |           | Premier intérim.                                                             |
| 1871                                     | 1876    | Alexis Lecointe       |           | Mort en cours de mandat                                                      |
| 1876                                     | 1877    | Louis Larzillière     |           | Adjoint et deuxième intérim et mort au cours de l'intérim                    |
| 1877                                     | 1877    | Eugène Joffroy        |           | intérim                                                                      |
| Les données manquantes sont à compléter. |         |                       |           |                                                                              |

## Démographie
Jusqu'en 1879, la démographie de Chivres-et-Mâchecourt était:
| 1793 | 1800 | 1806 | 1821 | 1831 | 1836 | 1841 | 1846 | 1851 |
| ---- | ---- | ---- | ---- | ---- | ---- | ---- | ---- | ---- |
| 281  | 453  | 455  | 540  | 784  | 729  | 745  | 770  | 763  |

| 1856 | 1861 | 1866 | 1872 | 1876 | - | - | - | - |
| ---- | ---- | ---- | ---- | ---- | - | - | - | - |
| 787  | 788  | 800  | 741  | 762  | - | - | - | - |